# IC 363
IC 363 ist eine Zwerggalaxie vom Hubble-Typ E-SB0 im Sternbild Stier auf der Ekliptik. Sie ist schätzungsweise 155 Millionen Lichtjahre von der Milchstraße entfernt und hat einen Durchmesser von etwa 5.000 Lj.

Im selben Himmelsareal befinden sich u. a. die Galaxien NGC 1550, IC 364, IC 365, IC 366.
Das Objekt wurde am 16. September 1890 vom US-amerikanischen Astronomen Sherburne Wesley Burnham entdeckt.